# Warea
Warea é um género botânico pertencente à família Brassicaceae.